# Dc Talk
DC Talk é uma banda estado-unidense de rap e rock cristão, formada por Kevin Max, Toby Mckeehan e Michael Tait no fim da década de 1980, em Lynchburg, Virgínia. Inicialmente era uma banda de rap, mas com o tempo mudou o seu estilo musical para o pop e pop rock. Em ambas as iniciativas alcançou sucesso tanto com audiências cristãs quanto com seculares.
Atualmente os integrantes realizam projetos independentes. Kevin Max fez algumas participações como vocal da banda Audio Adrenaline, mas atualmente segue em projeto solo, Michael Tait juntou-se ao grupo Newsboys em 2009 e Toby McKeehan segue carreira solo.

## História

### O início e a formação
O início da banda deu-se no fim dos anos 1980, quando o rapper Toby McKeehan começou a escrever raps com temas cristãos sob o alcunha Caucatalk. Por essa época o cantor Michael Tait havia gravado uma demo de nome Burden Lifter. Enquanto freqüentavam a Liberty University, uma universidade norte-americana do estado da Virgínia, conheceram-se e formaram a banda DC Talk and the One Way Crew. Juntos gravaram um cassete demo chamado Christian Rhymes to a Rhythm. Subseqüentemente Kevin Max Smith juntou-se a eles, e assinaram um contrato de gravação com a ForeFront Records.
A maioria dos ouvintes acredita que o nome DC Talk venha de decent christian Talk (em português: conversa cristã decente), e as letras das canções Time Ta Jam, do primeiro álbum do grupo, e When DC Talks, do segundo, fortalecem a crença. Contudo, o nome foi inicialmente escolhido por causa de Washington D.C, onde Toby Mckeehan residia. A ForeFront records usou posteriormente a primeira explicação para ganhar a audiência da ainda obscuro cenário do hip hop cristão.

### A fase do rap
Em 1989 o DC Talk lança seu primeiro álbum DC Talk, e um dos primeiros de rap na música cristã. Eles ganharam um pouco de notoriedade quando o vídeo musical da canção "Heavenbound" passou a ser exibido na rede de televisão BET. Seu segundo trabalho, Nu Thang, e um álbum de natal chamado Yo, Ho, Ho! foram lançados em 1990. Nu Thang chamou a atenção pelo seu estilo de hip hop e pop. Em 1991, o trio fez concertos junto a Michael W. Smith e recebeu um Dove Award. O lançamento do vídeo da canção "Rap, Rock n' Soul" aumentou ainda mais a audiência do grupo.
Em 1992 o grupo lançou Free at Last, álbum que mistura pop-rock e rap, que eventualmente tornou-se disco de platina. O álbum produziu seis singles na tabela de CDs mais vendidos da música cristã por trinta e quatro semanas. Free at Last também trouxe ao grupo o primeiro Grammy pelo melhor álbum de rock gospel em 1994. O sucesso do álbum é atribuído ao fato de o dc Talk ter-se afastado de um estilo de música estritamente ligada ao rap para uma mistura de hip hop e pop. O álbum também proporcionou a filmagem de uma película com o mesmo nome.

### A fase do pop rock
O quarto álbum do grupo, Jesus Freak, foi lançado em 1995, e foi o recordista de vendas na primeira semana de lançamento em toda a história da música cristã. Esse álbum foi mais orientado pelo pop rock, com pouco hip hop a ser encontrado. A música era muito mais similar a uma fusão de estilo musicais do Nirvana, U2 e Red Hot Chili Peppers do que a artistas de rap como MC Hammer ou Fresh Prince. O álbum também introduziu a banda a uma grande audiência secular Just Between You and Me alcançou a décima-segunda posição Casey's Top 40, enquanto o seu vídeo foi exibido com regularidade na MTV estadunidense e no VH1.
Com o lançamento do álbum o trio saiu numa turnê maciça intitulada the Freakshow Tour, e viajaram pelos Estados Unidos, Canadá e Europa. O grupo lançou um vídeo ao vivo de nome Live in concert: Welcome to the Freak Show, que continha o material gravado na turnê. Um CD da trilha sonora do vídeo foi lançado sob o mesmo nome. Jesus Freak foi um marco na história do grupo, e assinaram um acordo com a Virgin Records em 1996 para distribuir sua música no âmbito secular. O grupo também ajudou na autoria de dois livros, Jesus Freaks e Jesus Freaks II, colaborando com Voice of the Martyrs. O livro contém pequenas biografias de cristãos famosos e desconhecidos que deram exemplos de fé.
Supernatural, lançado em 1998, ultrapassou a histórica marca de Jesus Freak como recordista de vendas na primeira semana de lançamento. Apesar de não ter sido tão bem recebido pela crítica, apareceu em quarto lugar na Billboard 200, um evento sem precedentes na música cristã. Supernatural abandonou por completo o rap dos trabalhos precedentes para se firmar no gênero pop-rock. O grupo afirmou em um de seus vídeos que esse álbum foi diferente por ser um esforço colaborativo de todos os três membros. As canções Consume Me e My Friend (So Long) receberam uma razoável parcela de atenção nas rádios de rock moderno, alternativo e música cristã contemporânea. O trio então iniciou uma turnê abrangendo 60 cidades através dos EUA, esta turnê sendo intitulada The Supernatural Experience. O material gravado em vídeo na turnê novamente foi compilado e lançado como The Supernatural Experience.
Em 2000, dc Talk fez um concerto de nome Intermisson: A Decade of dc Talk (em português: Intervalo: uma década de dc Talk). Um álbum de compilação foi lançado na ocasião, com o nome Intermission: the Greatest Hits. Intermission contém muitas das canções gravadas anteriormente, algumas com roupagens novas, outras no seu formato original e duas novas canções. Intermission também assinalou um intervalo nas atividades do grupo, este permanecendo até hoje. Os integrantes do dc Talk focalizaram após esse álbum suas carreiras solo separadamente.

### Após o intervalo
Após o álbum Intermission, a ForeFront Records, com a qual todos o três integrantes tinham contrato, lançou o EP Solo em 2001. O álbum possuía uma canção com todos os três integrantes, e duas canções de cada um dos artistas separadamente. A grande vantagem do´trabalho era a possibilidade de conhecer os trabalhos solo dos artistas do dc Talk antes mesmo que eles lançassem seus respectivos álbuns.
Em 2002, a banda reuniu-se para lançar um single sobre os atentados terroristas ocorridos em 11 de setembro de 2001, de nome Let's Roll.
Em 2004, Toby McKeehan e Michael Tait reuniram-se para escrever um livro chamado Under God. O livro conta histórias sobre os problemas norte-americanos com o racismo. São mostradas no livro histórias sobre Rosa Parks, Emmett Till e Martin Luther King. Eles também lançaram uma continuação chamada "Living Under God", seguindo a mesma fórmula do livro anterior. No mesmo ano, o trio se reuniu para cantar a canção Atmosphere, a última faixa do álbum de TobyMac Welcome to Diverse City.
Em setembro de 2005, eles se reuniram novamente durante um concerto no estado de Washington. Tocaram na ocasião suas antigas canções, como In the Light e Jesus Freak.
Em 2006, Gotee Records (fundada por TobyMac) anunciou a produção de um álbum comemorativo pelo aniversário de 10 anos do álbum Jesus Freak, intitulado FREAKED!. Esse álbum, que foi lançado em junho daquele ano, apresentava canções do dc Talk interpretadas por artistas da Gotee records, tais quais Relient K, Sarah Kelly, House of Heroes, Verbs, Liquid, e Family Force 5. Em 2006, um álbum chamado The Early Years foi lançado. É uma compilação de canções dos três primeiros álbuns do dc Talk, que possuiam uma orientação musical no movimento hip hop. Em dezembro do mesmo ano, um álbum comemorativo do álbum Jesus Freak foi lançado, contendo, além do material original, um cd extra com conteúdo especial.
O trio se reuniu na canção The Cross, que será lançada no próximo álbum de Kevin Max, The Blood, lançado em 26 de dezembro de 2007.

## Carreiras solo

### tobyMac
Toby McKeehan assumiu o nome artístico de tobyMac. Ele tem-se concentrado mais no gênero pop e hip hop. Seu primeiro trabalho solo foi Momentum, que foi lançado em 2001 e tinha as canções que fizeram sucesso, como "J Train", "Somebody's Watching Me", "Irene", "Extreme Days", "Get this Party Started", e "Love is in the House".  Desde então, ele lançou dois álbuns de material completamente novo e dois álbuns remix. Welcome to Diverse City chegou ao mercado em 2004, contendo "Diverse City", "Catchafire (Whoopsi-Daisy)", "Gone", "Burn for You" , e o remix de "Atmosphere", que contava com a participação de seus colegas do dc Talk. Portable Sounds foi lançado em fevereiro de 2007 e alcançou a décima posição no Billboard 200. A canção de maior sucesso neste álbum foi a canção "Made to Love", que alcançou um considerável sucesso no mercado de música secular.

### Tait
Michael Tait prosseguiu seus esforços artísticos com a banda Tait. O primeiro lançamento da banda foi o álbum Empty, que incluía o compacto simples Loss for Words. Lose This Life foi o álbum que se seguiu em 2003, e continha os compactos simples Lose This Life, God Can You Hear Me, e uma faixa escondida, Christmas Song. Tait planeja lançar o trabalho Loveology, um álbum no qual ele tem trabalhado já por alguns anos. Michael Tait também apareceu na ópera rock !Hero], como o personagem principal. O trabalho foi uma caracterização moderna da vida de Jesus, como se ele houvesse nascido em Nova Iorque.

### Kevin Max
Kevin Max lançou cinco álbuns desde o hiato do grupo. Stereotype Be foi lançado pela Forefront Records em 2001, e possuía os compactos simples You, Be,  e Existence.  Between the Fence and the Universe foi um EP lançado pela gravadora Northern Records em 2004. The Imposter foi lançado em 2005 pela mesma gravadora. Holy Night, um álbum de natal, foi lançado em 2005. The Blood foi lançado em dezembro de 2007.

## Discografia

### Álbuns
- DC Talk (1988)
- Nu Thang (1990)
- Free at Last (1992)
- Free at Last: Extended Play Remixes (1994)
- Jesus Freak (1995)
- Supernatural (1998)
- Solo (2001)
- Jesus Freak: 10th Anniversary Special Edition (2006)

### Álbuns ao vivo
- Welcome to the Freak Show (1997)

### Compilações
- Intermission: the Greatest Hits (2000)
- The Early Years (2006)
- Greatest Hits (2007)

### Prémios Grammy
| Álbum                     | Ano  | Gravadora         | Prémio                   |
| ------------------------- | ---- | ----------------- | ------------------------ |
| Free at Last              | 1993 | ForeFront Records | Melhor Álbum Rock Gospel |
| Jesus Freak               | 1996 | ForeFront Records | Melhor Álbum Rock Gospel |
| Welcome to the Freak Show | 1997 | ForeFront Records | Melhor Álbum Rock Gospel |
| Solo                      | 2001 | ForeFront Records | Melhor Álbum Rock Gospel |